# Javier Gomá Lanzón
Javier Gomá Lanzón (Bilbao, 1965) és un escriptor i assagista espanyol, autor de la tetralogia de l'exemplaritat i d'un monòleg dramàtic. És també director de la Fundació Juan March.

## Biografia
És doctor en Filosofia i posseeix una doble llicenciatura: en Filologia Clàssica (1988) i en Dret (1992). En 1993 va guanyar les oposicions al cos del Consell d'Estat amb el número 1 de la seva promoció. Des de 2003 és director de la Fundació Juan March, amb seu a Madrid.
Ha reunit la seva obra filosòfica en dues recopilacions: Tetralogía de la ejemplaridad i Filosofía mundana. També és autor d' Ingenuidad aprendida i La imagen de tu vida. Ha escrit un monòleg dramàtic, Inconsolable, publicat íntegrament per El Mundo, i programat pel Centre Dramàtic Nacional.
Pel seu primer llibre, Imitación y experiencia, va obtenir el Premi Nacional de Literatura, modalitat Assaig, de 2004. En maig de 2011 fue guardonat amb el Premi ABC Cultural & Àmbit Cultural.
Es patró del Teatre Reial de Madrid i del Teatre Abadía de Madrid. En 2012 i en 2014 la revista Foreign Policy (en castellà) el va incloure en la llista dels cinquanta intel·lectuals iberoamericans més influents. Ha rebut alguns guardons pels seus llibres, ha impartit conferències en multitud d'institucions espanyoles i estrangeres, i col·labora habitualment a periòdics, suplements culturals i ràdio.

## Obra Assagística
Ha reunit el principal de la seva obra filosòfica en dues recopilacions:
1. Tetralogía de la ejemplaridad (Taurus, 2014), un projecte filosòfic desenvolupat al llarg d'una dècada i compost pels següents títols: Imitación y experiencia (2003), Aquiles en el gineceo (2007), Ejemplaridad pública (2009) i Necesario pero imposible (2013). Després d'aparèixer els dos primers a l'Editorial Pre-Textos, i els dos segons a Taurus, aquest últim segell va publicar la tetralogia de forma unitària i en format de butxaca
2. Filosofía mundana. Microensayos completos (Galaxia Gutenberg, 2016[9]), que inclou els 63 microassaigs apareguts a El País, principalment i també a La Vanguardia, i després reunits en els llibres Todo a mil (2012) i a Razón: portería (2014), més uns altres sis que es col·leccionen en aquest volum per primera vegada..

Després d'aquestes dues recopilacions, el seu següent llibre és La imagen de tu vida (2017), que agrupa tres assajos sobre l'exemplaritat pòstuma –“Humana perduración”, “La imagen de tu vida” i “Cervantes. La imagen de su vida”- i el monòleg dramàtic Inconsolable escrit després de la mort del seu pare.
Ha reunit els seus assajos i conferències en Ingenuidad aprendida (2011) i en Materiales para una estètica (2013), i al costat de Carlos García Gual i Fernando Savater és autor de Muchas felicidades (2014).
Ha dirigit el volum col·lectiu Ganarse la vida en el arte, la literatura y la música (Galàxia Gutenberg, 2012). De la seva experiència professional en la gestió de fundacions va néixer el següent llibre: Carta a las fundaciones españolas y otros ensayos del mismo estilo (2014).

## Obra Dramàtica
Autor de "Inconsolable", monòleg dramàtic. El diumenge 24 de juliol de 2016, el diari El Mundo va publicar íntegrament el monòleg que el Teatre María Guerrero de Madrid (del Centre Dramàtic Nacional) va estrenar el 28 de juny de 2017, dirigit per Ernesto Caballero de las Heras i amb Fernando Cayo com a intèrpret.